# Лучук Володимир Іванович

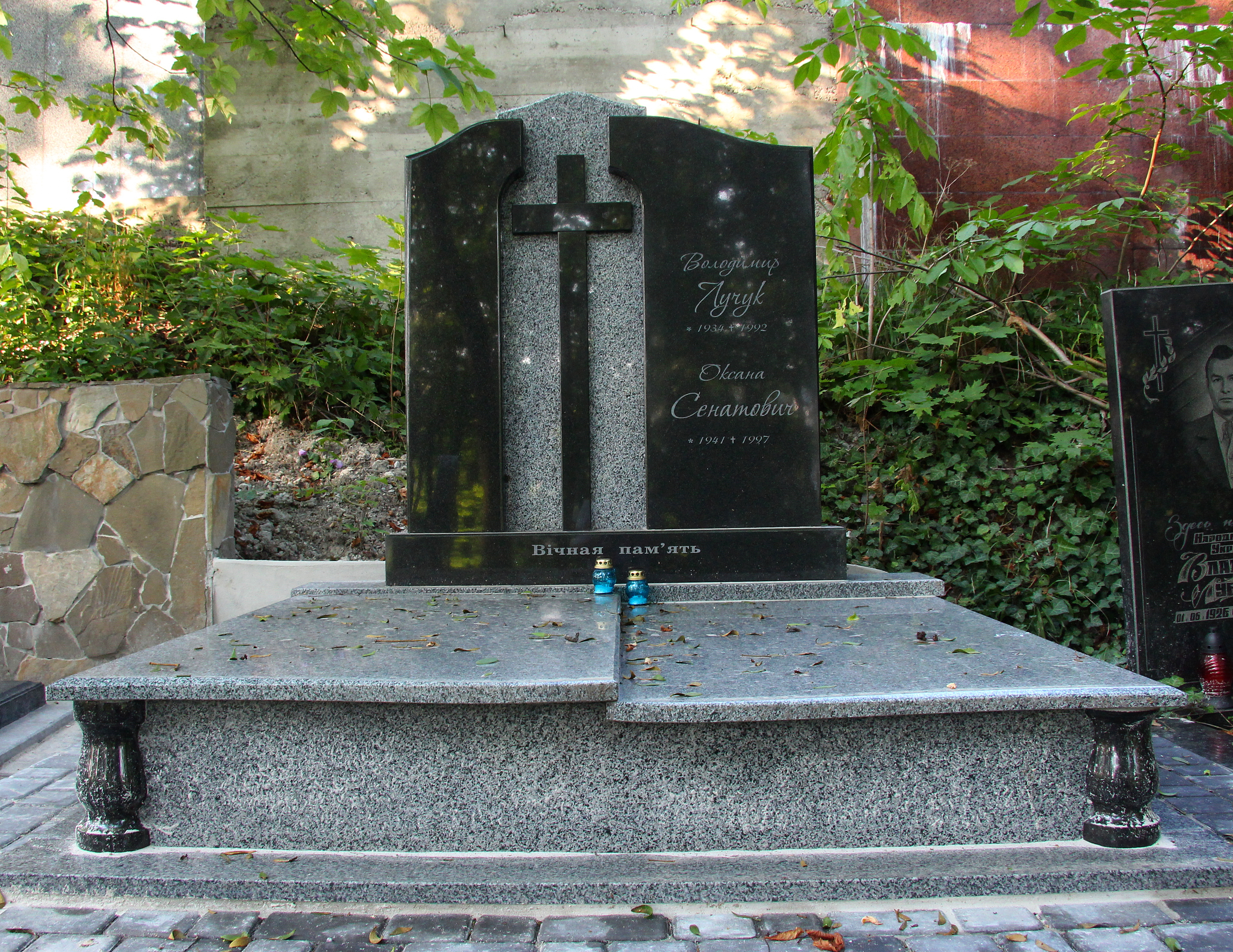

Володи́мир Іва́нович Лучу́к (27 серпня 1934 — 24 вересня 1992) — український письменник. Чоловік письменниці Оксани Сенатович, батько письменника Івана і шумеролога Тараса Лучуків.

## Життєпис
Володимир Лучук народився в селі Матче Грубешівського повіту, що на Холмщині (тепер Польща). Батьки поета мали досить багату бібліотеку. Ще в дитинстві виявилося зацікавлення Володимира Лучука літературною творчістю (першого вірша він написав у сім років). 1945 року сім'я Лучків переселилася на Волинь, де в місті Рожище Лучук навчався у середній школі. Закінчив Львівський університет ім. І. Франка (1958).
1957—1958 працював у львівській молодіжній газеті «Ленінська молодь» (тепер «Молода Галичина»), 1958—1963 обіймав посаду старшого редактора поезії в редакції журналу «Жовтень» (тепер «Дзвін»), 1963—1965 навчався в аспірантурі при кафедрі слов'янської філології Львівського університету, 1969—1975 був завідувачем відділу рукописів Львівської наукової бібліотеки ім. В. Стефаника, 1981—1984 був завідувачем редакції підручників для шкіл із польською мовою викладання (львівської філії видавництва «Радянська школа»).
Останній рік свого життя працював науковим співробітником у новоствореному Львівському відділенні Інституту літератури ім. Т. Шевченка.
Член Спілки письменників України з 1960 року.

## Творчість
Володимир Лучук є предтечею та яскравим представником «шістдесятництва» в українській поезії.
Автор поетичних збірок «Довір'я» (1959), «Осоння» (1962), «Полум'я мене овіює» (1963), «Маєво» (1964), «Обрій на крилах» (1965), «Вагомість» (1967), «Поезії» (1968), «Братні луни» (1974), «Довір'я (вибране)» (1979), «Дивовид» (1979), «Навстріч» (1984), «Колобіг» (1986), книги перекладів «Друзі» (1987). Автор книжок віршів і казок для дітей «Уставати рано треба» (1962; поширене видання 1971), «Я малюю голуба» (1967), «Сіла хмара на коня» (1968), «Хитрий лис фарбує ліс» (1970), «Зелене Око» (1974), «Чарівний глобус» (1977), «Жива вода» (1980), «Казкова орбіта» (1981), «Маленькі друзі» (1984), «Дарунки для мами» (1985), «Загадковий зореліт» (1988), «Найрідніші слова» (1989), «Приховані подарунки» (2007). Лауреат премії ім. Лесі Українки (1995, посмертно).
Яскравий представник «тихої лірики».
Перекладав з усіх слов'янських мов; окремими виданнями вийшли антології серболужицької літератури для дітей «Ластівка з Лужиці» (1969) та «Пташине весілля» (1989; премія Товариства лужицьких сербів «Домовіна» 1990), збірки дитячих віршів Франтішка Грубіна «Про що співає деревце» (1975, з чеської) та Василя Зуйонка «Покотився клубок» (1978, з білоруської).
В упорядкуванні Володимира Лучука вийшли антології «Космічний акорд» (1981), «У вінок Каменяреві» (1984), «Оріон золотий» (1986), «Молода Муза» (1989), «Найдорожчий скарб» (1990), «Дзвінок з минулого» (1991).
Поезії Володимира Лучука надруковано в перекладі понад двадцятьма мовами народів світу. Помер у дорозі зі Львова до Києва, похований на Личаківському цвинтарі (поле № 80).

## Премії
- 1995 — Літературна премія імені Лесі Українки за збірки віршів і казок «Найрідніші слова» та «Казкова орбіта» (посмертно).

## Електронні джерела
- Книги Володимира Лучука на Читанці [Архівовано 6 травня 2015 у Wayback Machine.]